# República de Zamboanga
República de Zamboanga, oficialmente conhecida como La Independiente República de Zamboanga, foi uma república soberana de curta duração, fundada pelo general Vicente Álvarez com suas Forças Revolucionárias Zamboangueño depois que o governo espanhol em Zamboanga oficialmente se rendeu e o general Álvarez se voltou sobre a Real Fuerza de Nuestra Señora La Virgen del Pilar de Zaragoza em maio de 1899 e, em seguida, no mesmo mês de maio (em 28 de maio de 1899), proclamou a independência e tornou-se o primeiro e último presidente genuinamente eleito da República.

## História
A república teve início em 18 de maio de 1899 com a rendição do forte da Real Fuerza de Nuestra Señora del Pilar de Zaragoza. Em 16 de novembro de 1899, os espanhóis finalmente evacuaram Zamboanga, depois de incendiar a maioria dos edifícios da cidade. Em dezembro de 1899, o capitão Pratt, da 23ª Companhia de Infantaria dos Estados Unidos chegou em Zamboanga e assumiu o controle do forte. Depois disso, a nascente república tornou-se um protetorado estadunidense. Em março de 1903, o governo do presidente Mariano Arquiza encerrou e foi substituído por um governador estadunidense.